# Mamerki
Mamerki (niem. Mauerwald) – osada leśna w Polsce położona w województwie warmińsko-mazurskim, w powiecie węgorzewskim, w gminie Węgorzewo.
W latach 1975–1998 miejscowość administracyjnie należała do województwa suwalskiego.
Osada bez mieszkańców. Znajdujące się tuż przy kompleksie schronów Leśnictwo Mokre oznaczono kodem pocztowym 11-600 (poczta Węgorzewo), Przystań 33.
W Mamerkach na Mazurach nad Kanałem Mazurskim, około 8 km od Węgorzewa, 22 km od Giżycka, 25 km od Kętrzyna, a 18 km od Gierłoży znajduje się jeden z najlepiej zachowanych w Polsce kompleks niezniszczonych bunkrów niemieckich z okresu II wojny światowej – Kwatera Główna Niemieckich Wojsk Lądowych (OKH). W latach 1940–1944 zbudowano dla potrzeb 40 najwyższych generałów i feldmarszałków, 1500 oficerów i żołnierzy Wehrmachtu około 250 obiektów, w tym 30 schronów żelbetowych, które niezniszczone zachowały się do naszych czasów.
W skład kompleksu wchodzi bunkier „gigant”, którego ściany i stropy mają grubość 7 metrów. Korytarze i wnętrza schronów są niezniszczone i dostępne dla turystów. Zachowały się zejścia do kanałów oraz cały 30-metrowy tunel podziemny łączący bunkry numer 28 i 30 w „Mieście Brygidy”. Niemcy nie zdążyli wysadzić schronów, zostały one opuszczone bez walki przez wojska Wehrmachtu w styczniu 1945.
Obecnie na terenie kompleksu Mamerki w „Mieście Brygidy” znajduje się Muzeum II Wojny Światowej. Schrony Centrum Łączności i Dowodzenia zostały oświetlone i odtworzono wnętrza (ponad 600 m kw. powierzchni).